# Beaucarnea
Beaucarnea é um gênero botânico pertencente à família Ruscaceae, nativa do México, Belize, e Guatemala..

## Lista de espécies
| - Beaucarnea gracilis (sinônimo B. oedipus, Nolina gracilis) - Beaucarnea guatemalensis (sinônimo Nolina guatemalensis) - Beaucarnea pliabilis - Beaucarnea recurvata (sinônimo. Nolina recurvata) |